# 唐国才
唐国才（1970年9月—），男，江苏扬州人，中华人民共和国外交官，曾任中华人民共和国驻孟买总领事。

## 生平
1992年，进入中华人民共和国外交部工作。先后在外交部新闻司、外交部办公厅、外交部北美大洋洲司、驻美国大使馆、外交部政策研究司任职。2009年，出任中央人民政府驻香港特别行政区联络办公室参赞。2012年，挂职广东省广州市人民政府外事办公室副主任。2014年，任外交部涉外安全事务司参赞。2015年，任外交部外事管理司副司长。2018年6月，出任中华人民共和国驻孟买总领事。2022年3月，自驻孟买总领事离任。

## 家庭
已婚，有一子。